# Craig Forrest
Craig Forrest (* 20. September 1967 in Coquitlam, British Columbia) ist ein früherer kanadischer Fußballspieler. Der Torwart bestritt seine Karriere in England.

## Werdegang
Forrest schloss sich 1985 Ipswich Town an, für den er bis 1997 insgesamt 263 Liga-Spiele bestritt. Das bedeutet aber nicht, dass er nicht auch für andere Vereine spielte. Nachdem er in der ersten 3 Jahren über ein Reservistendasein nicht hinausgekommen war, wurde er an Colchester United ausgeliehen, für die er in der Saison 1987/1988 11 Einsätze verzeichnen konnte. Dann hatte er allerdings den Durchbruch geschafft und blieb die Nummer 1 von Ipswich bis 1997. Dann wechselte er zu West Ham United, für die er aber nur im ersten Jahr die Nummer 1 war, danach wurde er allmählich zur Nr. 2. Dennoch blieb er bei diesem Verein bis 2002, als seine Karriere durch eine Krebserkrankung, die er überlebte, beendet wurde. 
1988 wurde er erstmals in die kanadische Nationalelf berufen. Bis zum Jahre 2002 bestritt er 56 Länderspiele und ist damit Rekordhalter für kanadische Torhüter. 
Seit 2007 ist Forrest Mitglied der Canadian Soccer Hall of Fame.